# 甲酸银
甲酸银是一种无机化合物，化学式为HCOOAg，不稳定。

## 制备
甲酸银可由甲酸和碳酸银，或甲酸盐和可溶性银盐反应，在-15～0℃反应，沉淀得到。在室温，Ag+便可和HCOO-发生氧化还原反应而析出银。
2 HCOOH + Ag2CO3 → 2 HCOOAg + H2O + CO2↑
另外，A.G. Brook在文献中提到，硝酸银和甲酸钠在暗处反应，可以得到甲酸银，其固体可被干燥。

## 用途
甲酸银可以用于制备甲酸酯，如在0℃的己烷中和叔丁基氯反应：
(CH3)3CCl + HCOOAg→ (CH3)3COOCH + AgCl
和三苯基氯硅烷反应，可以得到三苯基甲硅烷甲酸酯。

## 配合物
甲酸银的配合物(PPh3)2AgO2CH已被制得，热稳定性较甲酸银高，但达到一定温度后仍会析出银。